# Loratadina
Loratadina é um fármaco utilizado para o tratamento de alergias. Pertence a classe dos anti-histamínicos antagonizando os receptores H1.

## Associações medicamentosas
- CLARITIN® - D: loratadina + sulfato de pseudoefedrina.